# John Sykes
John James Sykes (Reading, 29 luglio 1959 – dicembre 2024) è stato un chitarrista britannico.
Esponente del genere heavy metal, principalmente ha lavorato con Streetfighter, Tygers of Pan Tang, Thin Lizzy, Badlands (che pubblicarono solo un demo e da non confondere con l'omonima band di Jake E. Lee), Whitesnake e Blue Murder.

## Biografia
Inizia la sua carriera professionale sul finire del 1980 entrando nei Tygers of Pan Tang quando questi sono in procinto di registrare il loro secondo album, per quindi integrare i Thin Lizzy nel 1982, in tempo per contribuire con un pezzo, Cold Sweat, a quello che sarà l'ultimo lavoro in studio dei rocker irlandesi, Thunder and Lightning; dopo il tour d'addio dei Lizzy, transita brevemente nella backing band di Phillip Lynott (Phil Lynott's Grand Slam).
Il vero successo in termini economici e di notorietà giunge con l'invito da parte di David Coverdale a entrare a fare parte dei suoi Whitesnake, con i quali riregistra diverse parti di chitarra per l'edizione statunitense dell'album Slide It In (1984) e partecipa alla composizione e alla registrazione del disco di maggior successo della band (l'eponimo Whitesnake, che varrà al gruppo ben otto dischi di platino), un'esperienza durata nel complesso un biennio che lo porterà a suonare davanti a oltre 500 000 spettatori al festival Rock in Rio, e a beneficiare di una grande esposizione mediatica, agevolata anche dall'indubbia fotogenia.
Nel 1986, pochi mesi prima dell'uscita dell'album, il musicista è però licenziato da Coverdale in un contesto di reciproca acrimonia e  mette in cantiere una nuova band, i Blue Murder, con i quali, dopo il fallimento degli abboccamenti con diversi cantanti, si cimenta anche come lead vocalist, con il resto della band che risulta costituito da Tony Franklin al basso e Carmine Appice alla batteria.
L'esperienza Blue Murder, fatto salvo un blando interessamento per il primo album (1989), sarà accolta con sostanziale indifferenza anche in ragione dell'affermarsi del grunge come forma di rock allora privilegiata dal ricco mercato americano. Appice e Franklin rassegnano così le loro dimissioni per dedicarsi ad altri progetti più remunerativi, con Sykes che riorganizza il gruppo con musicisti di minor profilo (salvo richiamare Appice come session man e sfruttare parti precedentemente registrate da Franklin in occasione del secondo e ultimo album in studio), finché nel 1994 la Geffen non scaricherà definitivamente la band. Sykes avvierà a quel punto una timida carriera solista priva di picchi commerciali.
Sul finire degli anni '90 promuove periodiche reunion dei Thin Lizzy collaborando con altri ex-membri della band irlandese come Scott Gorham, Brian Downey e Darren Warthon e con guest come Tommy Aldridge e Marco Mendoza a una lunga serie di tribute tour, salvo ritrovarsi escluso da successive rifondazioni privilegianti fasi più classiche della storia del gruppo.
Nel secondo decennio del nuovo secolo si dedica alla lunga lavorazione di un nuovo album solista (titolo annunciato Sy-Ops), la cui pubblicazione sarà costantemente rimandata.
Il 20 gennaio 2025 è stato annunciato che è deceduto all’età di 65 anni a causa di un tumore.

## Discografia

### Da solista

#### Come John Sykes
- 1997 - Loveland
- 2000 - Nuclear Cowboy
- 2005 - Bad Boy Live!

#### Come Sykes
- 1995 - Out Of My Tree
- 1997 - 20th Century

### Con i Tygers of Pan Tang

#### Album in studio
- 1981 - Spellbound
- 1981 - Crazy Nights
- 1982 - The Cage (Tracks 8 and 10)

#### Live
- 1981 - Live At Nottingham Rock City

### Thin Lizzy

#### Album in studio
- 1983 - Thunder and Lightning

#### Live
- 1983 - Life
- 2000 - One Night Only

### Whitesnake

#### Album in studio
- 1984 - Slide It In [U.S. version]
- 1987 - Whitesnake

#### Live
- 2014 - Live in '84 - Back to the Bone

#### Raccolte
- 1994 - Greatest Hits
- 2002 - Here I Go Again: The Whitesnake Collection

### Blue Murder

#### Album in studio
- 1989 - Blue Murder
- 1993 - Nothin' But Trouble

#### Live
- 1994 - Screaming Blue Murder

### Altri album
- 1992 - Def Leppard - Adrenalize
- 1996 - Vari Artisti - Crossfire: Salute to Steve Ray
- 1998 - Vari artisti - Merry Axemas, Vol. 2: More Guitars For Christmas
- 2002 - Hughes/Turner Project - HTP
- 2004 - Derek Sherinian - Mythology
- 2018 - Vari Artisti - Moore Blues for Gary: A Tribute to Gary Moore by Bob Daisley and Friends